# Pantographa scripturalis
Pantographa scripturalis là một loài bướm đêm trong họ Crambidae.